# Tüchlein
 (mars 2012).
Si vous disposez d'ouvrages ou d'articles de référence ou si vous connaissez des sites web de qualité traitant du thème abordé ici, merci de compléter l'article en donnant les références utiles à sa vérifiabilité et en les liant à la section « Notes et références ».

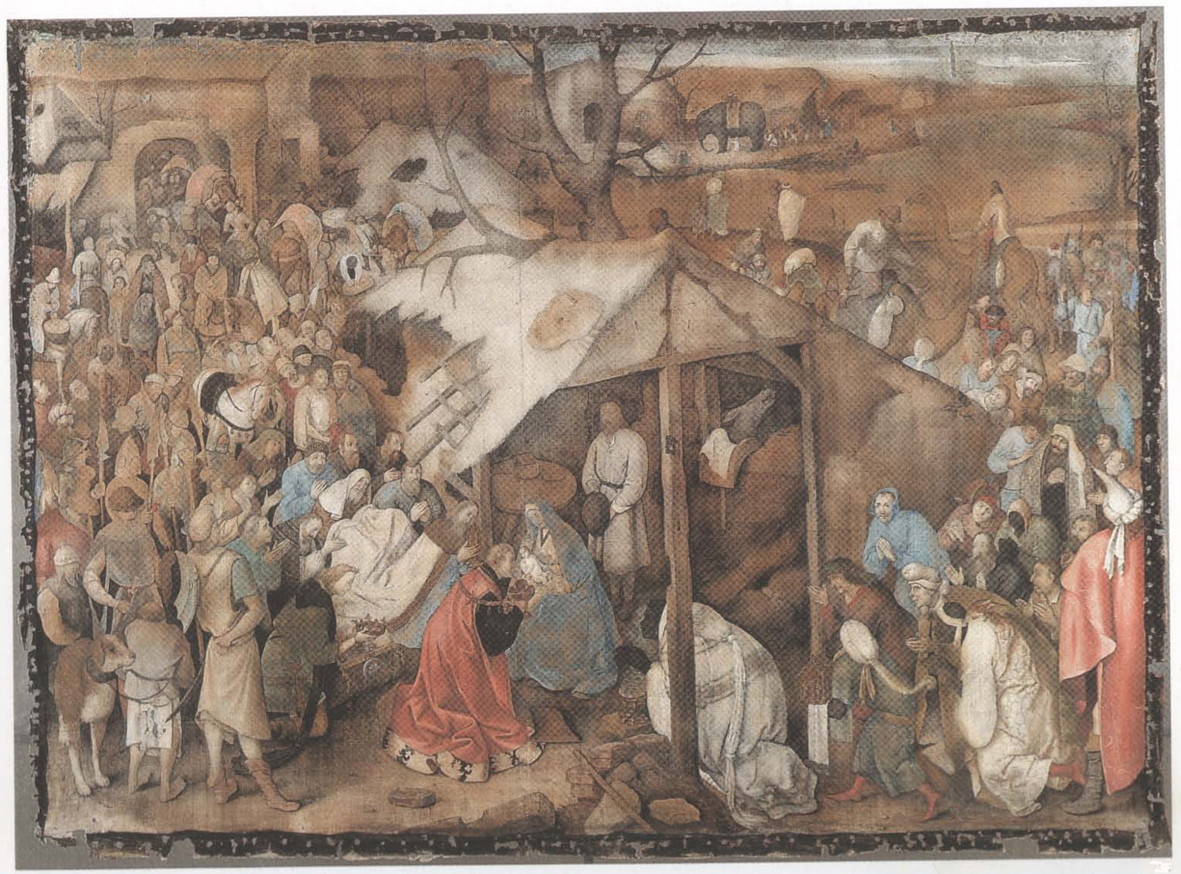
Pieter Brueghel l'Ancien, L'Adoration des mages, 1555-1563.

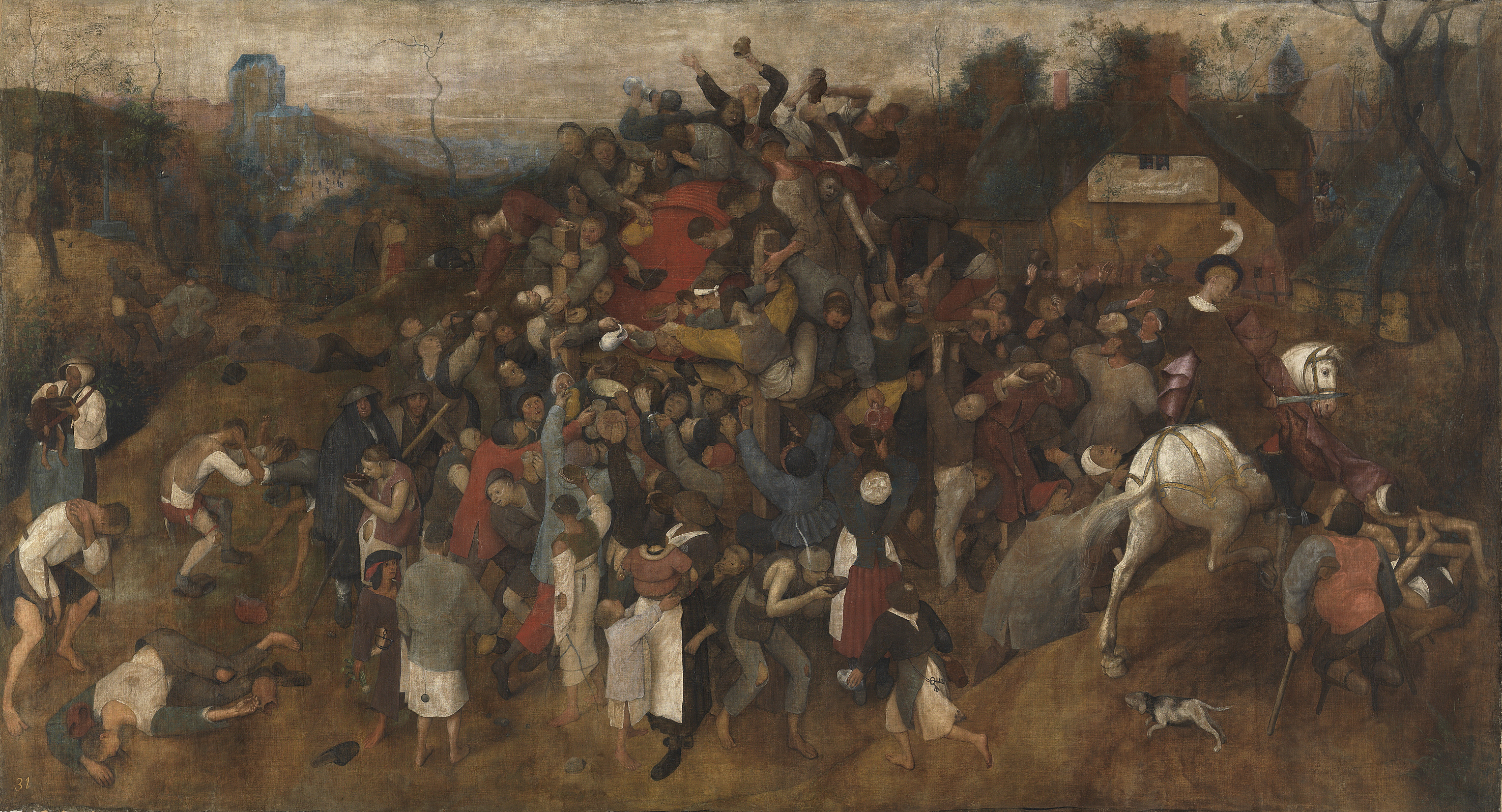
Pieter Brueghel l'Ancien, Le Vin de la Saint-Martin, 1565-1568.

Un tüchlein (de l'allemand : Tüch, « tissu », et Lein, « lin »), est une peinture exécutée à la détrempe sur fine toile de lin non préparée.
Les tableaux de Pierre Bruegel l'Ancien L'Adoration des mages, conservé aux Musées royaux des beaux-arts de Belgique à Bruxelles, et Le Vin de la Saint-Martin, conservé au Musée du Prado à Madrid, sont des exemples de cette technique.
Le terme est utilisé par Albrecht Dürer dans son journal de voyage aux Pays-Bas. En 1520, lors d’un séjour à Anvers, il affirme avoir vendu, pour deux florins rhénans, à l’aubergiste chez qui il logeait, « une image de Marie peinte sur toile » (« auf ein Tüchlein ein gemalt Marienbild »). Comme toutes les toiles réalisées par le maître allemand, cette image devait être peinte à la détrempe sur un support de lin peut-être dépourvu de toute préparation et qui présentait un aspect mat. La présence de traces de couleurs au revers de la toile L'Adoration des mages de Brueghel indiquerait que celle-ci n’était pas encollée préalablement.
À la fin du Moyen Âge, les tüchlein étaient largement répandus dans le nord de l’Europe, mais aussi en Italie et en Espagne. L'emploi de cette technique semble avoir presque disparu avec l'apparition de la peinture à l'huile sur toile préparée. On y a vu un substitut moins onéreux de la peinture à l’huile sur panneau, mais aussi de la tapisserie. Mais semblable théorie est critiquable, car on constate que des artistes de grande réputation, comme Albrecht Dürer, ont réalisé des tüchlein pour des commanditaires fortunés, lesquels appréciaient visiblement pour elles-mêmes les qualités optiques propres à ce type d’image.
Les deux tüchlein de Pierre Brueghel l'Ancien, maintenant à Naples, Le Misanthrope et La Parabole des aveugles — dont le premier possesseur connu était le comte Masi, conseiller d'Alexandre Farnèse à Parme — furent exécutées sans doute pour l'exportation, ce qui pourrait expliquer l'utilisation d'une toile plutôt que d'un panneau.